# Сарибастау (Райимбецький район)
Сарибаста́у (каз. Сарыбастау) — село у складі Райимбецького району Алматинської області Казахстану. Адміністративний центр та єдиний населений пункт Узак-батирського сільського округу.
Населення — 2009 осіб (2021; 3129 у 2009, 3302 у 1999, 4229 у 1989).